# Courpiac
Courpiac (okzitanisch Corpiac) ist eine französische Gemeinde mit 122 Einwohnern (Stand: 1. Januar 2022) im Département Gironde in der Region Nouvelle-Aquitaine (vor 2016 Aquitaine). Sie gehört zum Arrondissement Langon und zum Kanton L’Entre-deux-Mers. Die Einwohner werden Courpiacais genannt.

## Geographie
Courpiac liegt im Weinbaugebiet Entre deux mers, etwa 36 Kilometer ostsüdöstlich von Bordeaux und 28 Kilometer nördlich von Langon. An der östlichen Gemeindegrenze verläuft der Fluss Engranne. Umgeben wird Courpiac von den Nachbargemeinden Bellefond im Norden und Nordosten, Lugasson im Osten, Cessac im Süden sowie Romagne im Westen.

## Bevölkerungsentwicklung
| Jahr                       | 1962 | 1968 | 1975 | 1982 | 1990 | 1999 | 2011 | 2020 |
| Einwohner                  | 74   | 84   | 88   | 83   | 93   | 101  | 114  | 126  |
| Quellen: Cassini und INSEE |      |      |      |      |      |      |      |      |

## Sehenswürdigkeiten
- Kirche Saint-Christophe aus dem 12. Jahrhundert, Umbauten aus dem 16. Jahrhundert, Monument historique seit 2004; mit Taufbecken aus dem 12. Jahrhundert (Monument historique)
- Friedhofskreuz, Monument historique seit 2004
- Domäne Manieu Noël aus dem 17. Jahrhundert

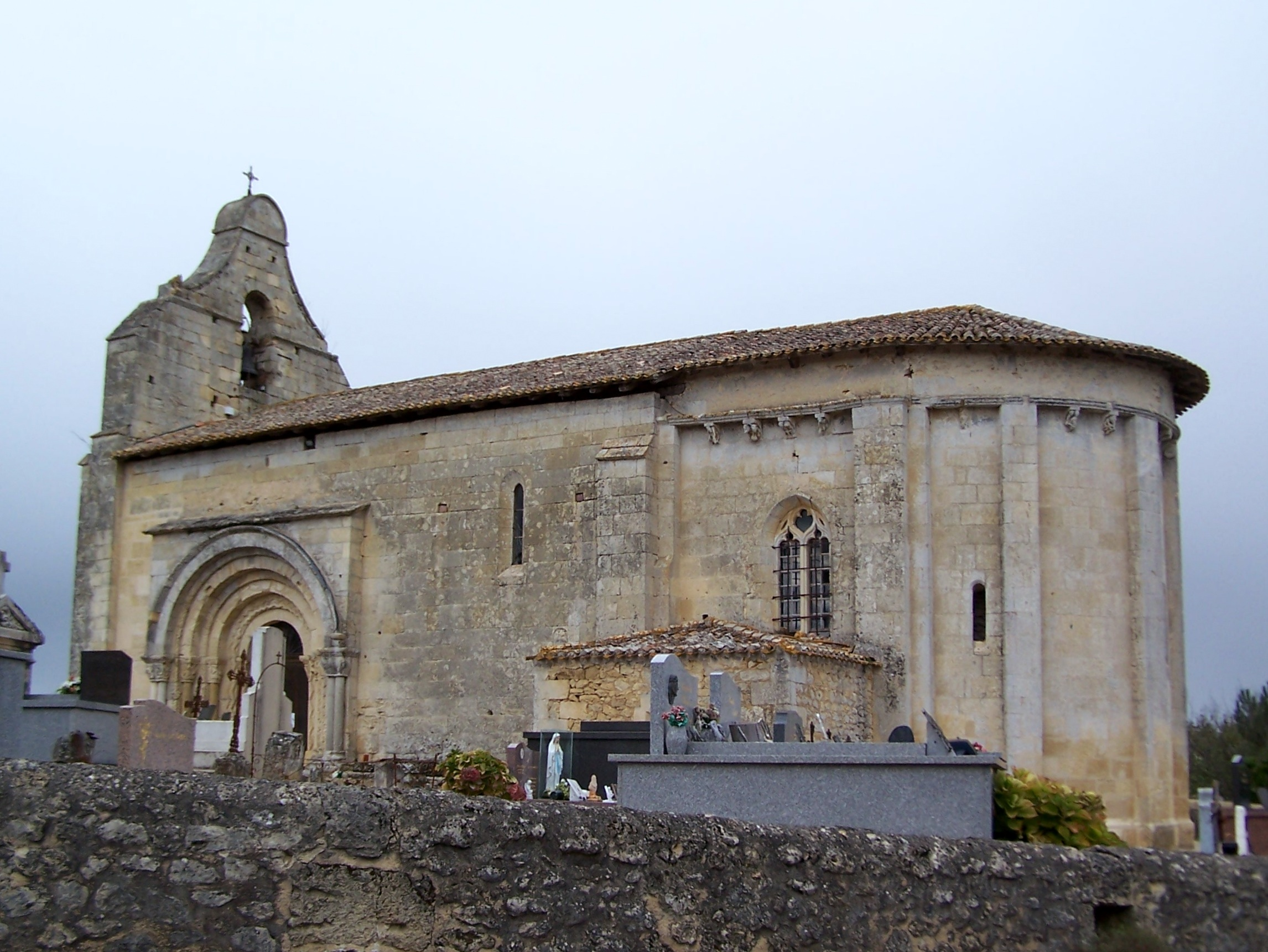
Kirche Saint-Christophe
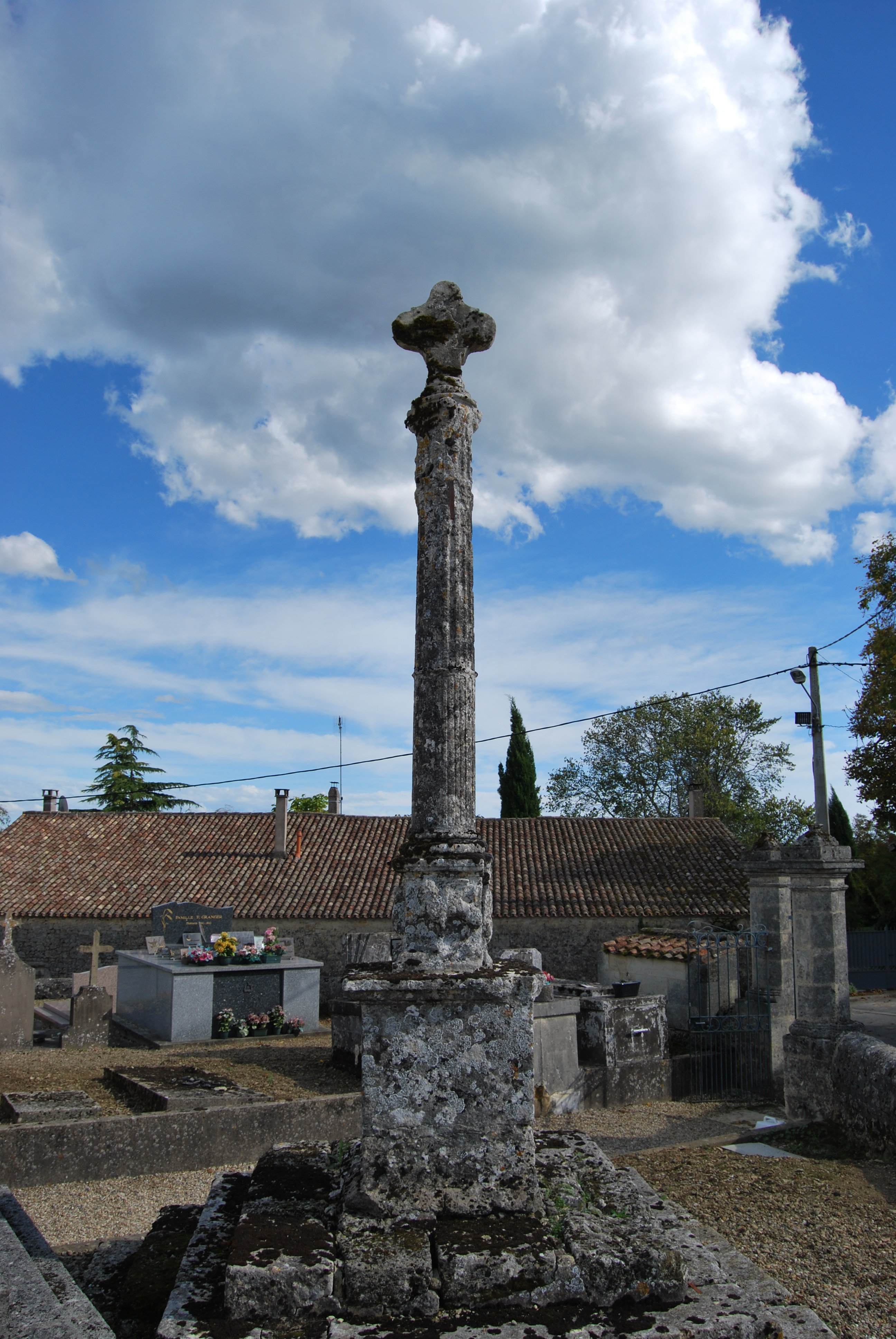
Friedhofskreuz
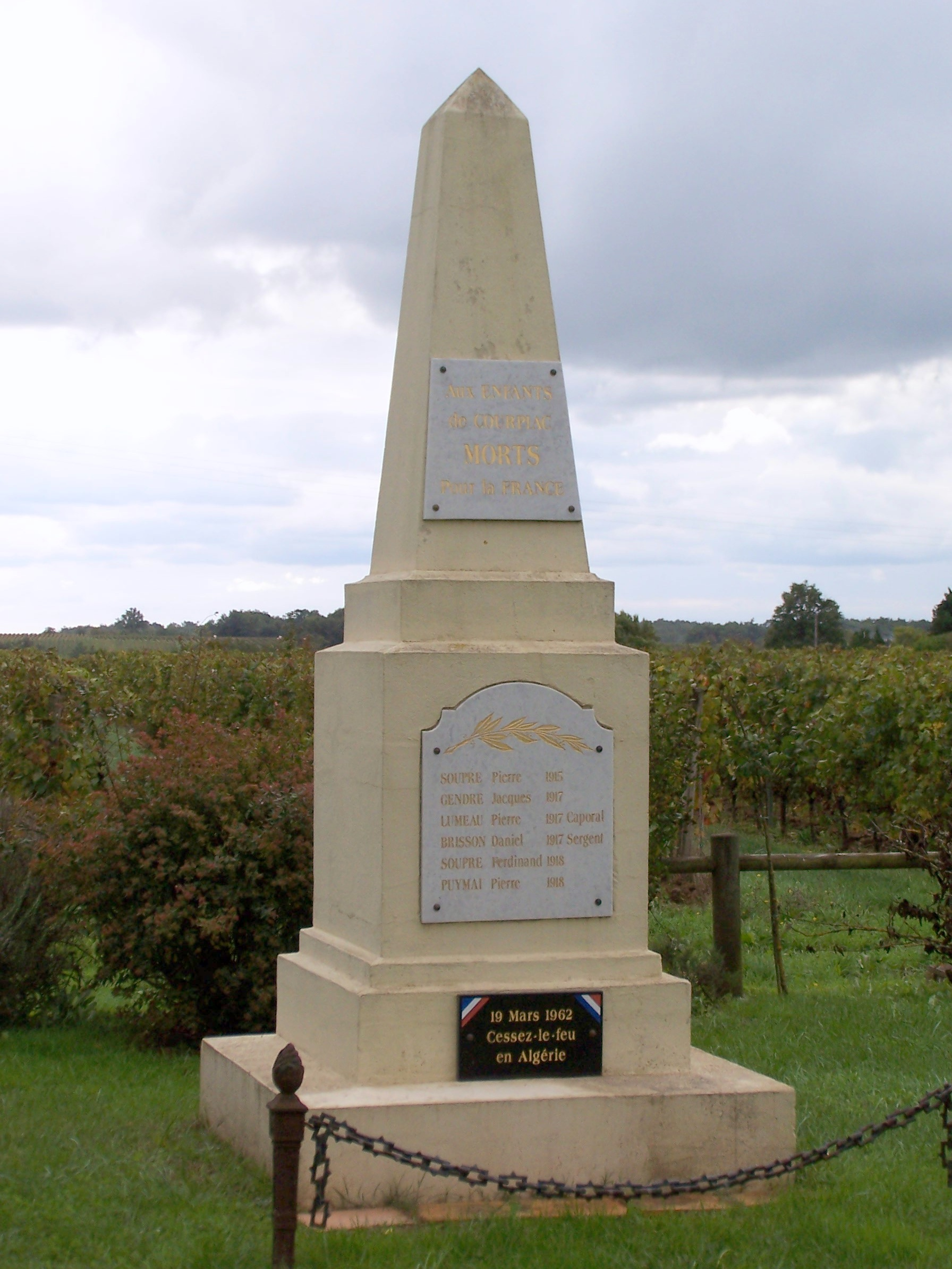
Gefallenendenkmal

## Gemeindepartnerschaft
Mit der französischen Gemeinde Garin im Département Haute-Garonne besteht seit 1994 eine Partnerschaft.